# Подгруппа Бореля
Подгруппа Бореля (или борелевская подгруппа) алгебраической группы G — это максимальная замкнутая и связная (по Зарисскому) разрешимая алгебраическая подгруппа. 
Например, в группе GLn (обратимых n x n матриц), подгруппа обратимых верхнетреугольных матриц является подгруппой Бореля.
Для групп над алгебраически замкнутыми полями имеется единственный класс сопряжённости борелевских подгрупп.
Борелевские подгруппы являются одним из двух ключевых ингредиентов для понимания структуры простых (в более общих случаях, редуктивных) алгебраических групп в теории групп Жака Титса с парой (B,N). Здесь группа B — борелевская подгруппа, а N — нормализатор максимального тора, содержащегося в B.
Обозначение предложил Арман Борель, игравший лидирующую роль в развитии теории алгебраических групп.

## Параболические подгруппы
Подгруппы между борелевской подгруппой B и содержащей её группой G называются параболическими подгруппами. 
Параболическая подгруппа P характеризуется среди алгебраических подгрупп условием, что G/P является полным многообразием. 
Над алгебраически замкнутыми полями борелевские подгруппы оказываются минимальными параболическими подгруппами в этом смысле. Таким образом, B является борелевской подгруппой, когда однородное пространство G/B является полным многообразием, которое является «как можно большим».
Для простой алгебраической группы G множество классов сопряжённости параболических подгрупп находится в биективном соответствии со множеством всех подмножеств узлов соответствующей диаграммы Дынкина. Борелевская подгруппа соответствует пустому множеству, а сама группа G соответствует множеству всех узлов. (В общем случае каждый узел диаграммы Дынкина определяет простой отрицательный корень и, тем самым, одномерную «группу корней» группы G --- подмножество узлов тогда образует параболическую подгруппу, образованную группой B и соответствующими группами отрицательных корней. Более того, любая параболическая подгруппа смежна такой параболической подгруппе).

## Пример
Пусть {\displaystyle G=GL_{4}(\mathbb {C} )}. Подгруппой Бореля {\displaystyle B} группы {\displaystyle G} является множество верхних треугольных матриц 
{\displaystyle \left\{A={\begin{bmatrix}a_{11}&a_{12}&a_{13}&a_{14}\\0&a_{22}&a_{23}&a_{24}\\0&0&a_{33}&a_{34}\\0&0&0&a_{44}\end{bmatrix}}:\det(A)\neq 0\right\}}
 и максимальными собственными параболическими подгруппами группы {\displaystyle G}, содержащими {\displaystyle B}, будут 
{\displaystyle \left\{{\begin{bmatrix}a_{11}&a_{12}&a_{13}&a_{14}\\0&a_{22}&a_{23}&a_{24}\\0&a_{32}&a_{33}&a_{34}\\0&a_{42}&a_{43}&a_{44}\end{bmatrix}}\right\},{\text{ }}\left\{{\begin{bmatrix}a_{11}&a_{12}&a_{13}&a_{14}\\a_{21}&a_{22}&a_{23}&a_{24}\\0&0&a_{33}&a_{34}\\0&0&a_{43}&a_{44}\end{bmatrix}}\right\},{\text{ }}\left\{{\begin{bmatrix}a_{11}&a_{12}&a_{13}&a_{14}\\a_{21}&a_{22}&a_{23}&a_{24}\\a_{31}&a_{32}&a_{33}&a_{34}\\0&0&0&a_{44}\end{bmatrix}}\right\}}
Максимальным тором в {\displaystyle B} является 
{\displaystyle \left\{{\begin{bmatrix}a_{11}&0&0&0\\0&a_{22}&0&0\\0&0&a_{33}&0\\0&0&0&a_{44}\end{bmatrix}}:a_{11}\cdot a_{22}\cdot a_{33}\cdot a_{44}\neq 0\right\}}
Ясно, что тор должен быть изоморфен алгебраическому тору {\displaystyle (\mathbb {C} ^{*})^{4}={\text{Spec}}(\mathbb {C} [x^{\pm 1},y^{\pm 1},z^{\pm 1},w^{\pm 1}])}.

## Алгебра Ли
Для специальных случаев алгебры Ли {\displaystyle {\mathfrak {g}}} с подалгеброй Картана {\displaystyle {\mathfrak {h}}}  подалгебра Бореля является прямой суммой {\displaystyle {\mathfrak {h}}} и весовых пространств алгебры {\displaystyle {\mathfrak {g}}} с положительным весом. Подалгебра Ли алгебры {\displaystyle {\mathfrak {g}}}, содержащая подалгебру Бореля, называется параболической алгеброй Ли.